# Laëticia Bapté
Laëticia Bapté (née le 8 février 1999 à Fort-de-France) est une athlète française, spécialiste des courses de haies. 

## Biographie
Elle remporte la finale du 60 mètres haies des championnats de France en salle 2021 en 7 s 93 ainsi qu'aux championnats de France en salle 2022. En 2022, aux championnats du monde d'Eugene, elle est demi-finaliste en 12"93, après avoir signé 13"03 en séries.
En 2023, elle termine deuxième de la finale du 100 mètres haies des championnats de France à Albi.
Le 22 février 2025, elle décroche un quatrième titre de championne de France sur le 60 mètres haies, en 7"78, après avoir amélioré son record personnel lors des séries (7"76).

## Palmarès
| Date | Compétition                     | Lieu    | Résultat | Épreuve          | Temps   |
| ---- | ------------------------------- | ------- | -------- | ---------------- | ------- |
| 2021 | Championnats de France en salle | Miramas | 1re      | 60 mètres haies  | 7 s 93  |
| 2022 | Championnats de France en salle | Miramas | 1re      | 60 mètres haies  | 8 s 04  |
| 2023 | Championnats de France en salle | Aubière | 1er      | 60 mètres haies  | 7 s 95  |
| 2023 | Championnats de France          | Albi    | 2e       | 100 mètres haies | 12 s 69 |
| 2024 | Championnats de France en salle | Miramas | 2e       | 60 mètres haies  | 7 s 94  |
| 2024 | Championnats de France          | Angers  | 2e       | 100 mètres haies | 12 s 97 |
| 2025 | Championnats de France en salle | Miramas | 1re      | 60 mètres haies  | 7 s 78  |

## Records
| Épreuve          | Épreuve   | Temps   | Lieu            | Date            |
| ---------------- | --------- | ------- | --------------- | --------------- |
| 60 mètres        | Salle     | 7 s 48  | Fort-de-France  | 13 janvier 2019 |
| 60 mètres haies  | Salle     | 7 s 76  | Miramas         | 22 février 2025 |
| 100 mètres       | Plein air | 11 s 60 | Remire-Montjoly | 13 avril 2024   |
| 100 mètres haies | Plein air | 12 s 69 | Albi            | 30 juillet 2023 |